# Ланг, Тони
Тони Ланг (нем. Toni Lang; род. 22 апреля 1982, Хуттурм, Бавария) — немецкий биатлонист и лыжник. Дебютировал на этапах Кубка мира в сезоне 2007/08, лучшим результатом стало 32-е место в гонке преследования в Хольменколлене. В сезоне 2008/09 5 раз набирал кубковые очки, на последних двух эстафетах перед чемпионатом мира 2009 года являлся финишёром своей команды. В 2012 году женился на биатлонистке Катрин Хитцер. Завершил карьеру

## Кубок мира
- 2008/09 — 42-е место